# Palatinat-Mosbach

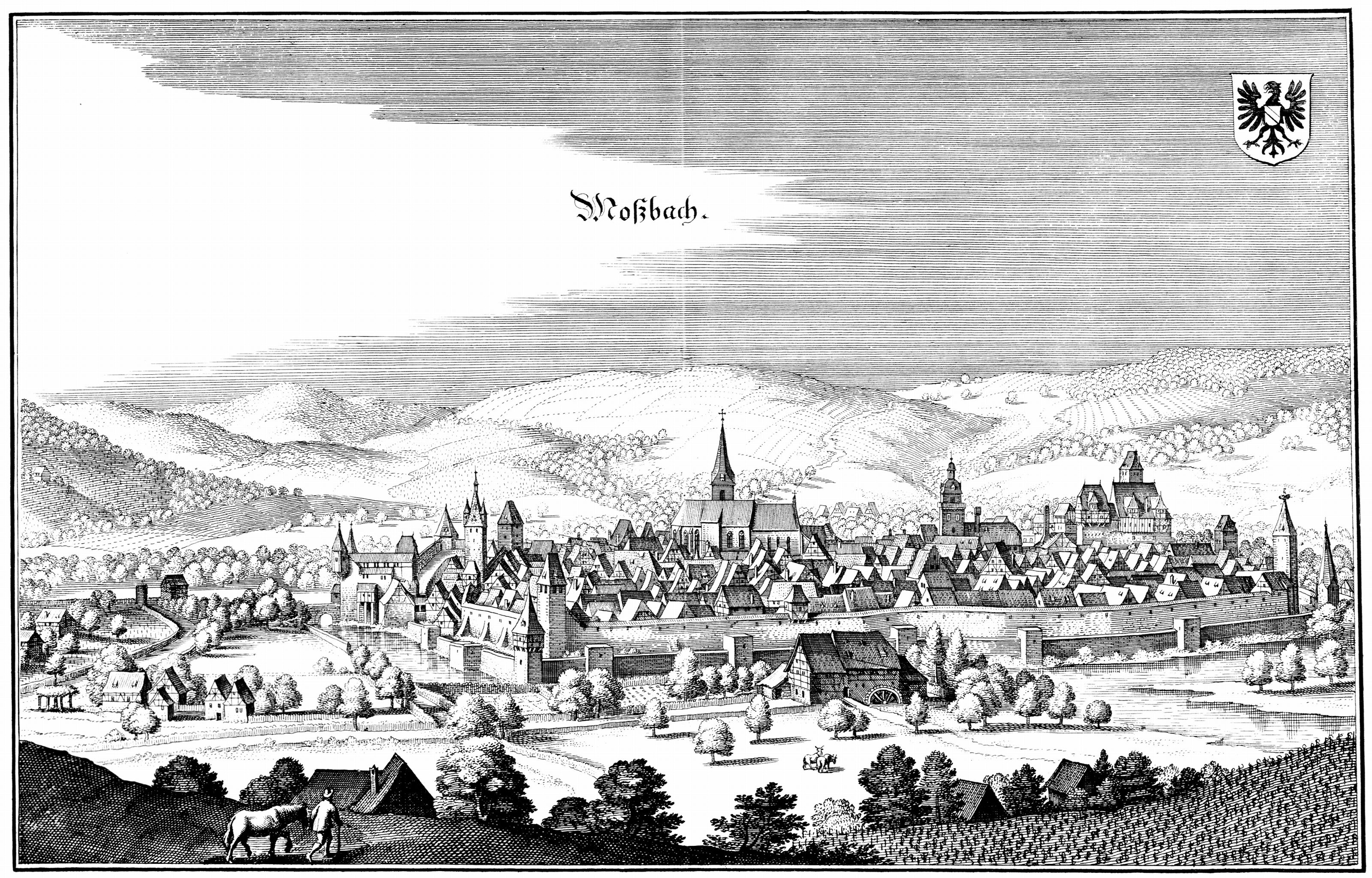
Mosbach, en gravure Merians

Le Palatinat-Mosbach est créé en 1410 par la division des domaines du Palatinat du Rhin. Son territoire se compose d'une région dans l'Odenwald autour de Mosbach. 
La branche palatine de la maison de Wittelsbach s'est divisée après la mort de Robert III du Palatinat en 1410 en quatre branches, la branche électorale avec la capitale Heidelberg et les branches Palatinat-Neumarkt, Palatinat-Simmern et Palatinat-Mosbach.
La branche Palatinat-Mosbach est fondée par Othon, le plus jeune fils de Robert, qui s'installe à Mosbach. Son mariage avec Jeanne de Bavière a eu neuf enfants. 
Avec l'extinction de la branche Palatinat-Neumarkt en 1448, leur possession passe à la branche Palatinat-Mosbach et devient le Palatinat-Mosbach-Neumarkt. Neumarkt est utilisé par le comte palatin Othon comme deuxième ville de résidence. 
Les princes de Leiningen prirent, après le recès d'Empire de 1803, notamment, le titre de "comte palatin de Mosbach", mais ne sont pas liés à la branche Palatinat-Mosbach.

## Liste des comtes palatin de Mosbach
- 1410-1448: Othon (1390-1461), le plus jeune fils de l'électeur Robert III et d'Élisabeth de Nuremberg